# Jungle (Broederliefde)
"Jungle" is een single van de Nederlandse hiphopgroep Broederliefde uit 2016. Het nummer werd uitgebracht als de zevende track op het album Hard Work Pays Off 2 uit 2016.

## Achtergrond
Jungle is geschreven door Memru Renjaan, Jack $hirak, Emerson Akachar, Melvin Silberie, Javiensley Dams en Jerzy Miquel Rocha Livramento en geproduceerd door Jack $hirak. Het nummer is geschreven tijdens een schrijverskamp welke de hiphopgroep samen met een aantal andere artiesten zoals Jonna Fraser, Memru Renjaan en Jack $hirak hield. Het nummer was in Nederland een grote hit, met een 4e plek in de Single Top 100 en een 14e plek in de Nederlandse Top 40. Het was in Nederland op Spotify het meest gestreamde nummer van 2016. De videoclip is opgenomen in Gambia en Senegal. Het nummer was in 2017 genomineerd voor een Edison voor nummer van het jaar, maar won deze niet. De single heeft in Nederland de driedubbele platina status.